# Heinkel He 42
Die Heinkel HD 42 (später Heinkel He 42) war ein Wasserflugzeug, das zunächst für die Deutsche Verkehrsfliegerschule (DVS) gebaut wurde und dann von der deutschen Luftwaffe bis in den Zweiten Weltkrieg hinein für die Ausbildung der Seeflieger benutzt wurde.

## Entwicklung
Bereits 1929 wurde bei Heinkel, damals noch getarnt, für die Deutsche Verkehrsfliegerschule der See-Doppeldecker HD 42 entwickelt. Ausgangsmuster dafür war die HD 24 der 1920er-Jahre, die sich im Einsatz bei der schwedischen Marine einen guten Ruf erworben und mit der Gunther Plüschow seine berühmt gewordenen Flüge über Feuerland durchgeführt hatte. Der Prototyp HD 42a (Wnr. 333) hatte noch einen BMW-Va-Motor und wurde Anfang 1930 bei der DVS Warnemünde erprobt. Anfängliche Stabilitätsprobleme wurden durch Änderungen an den Flächen und am Rumpf beseitigt. Das Flugzeug wurde im Februar 1930 mit dem Kennzeichen D-1793 für die DVS zugelassen. Im selben Jahr bestellte die Schule vier weitere Flugzeuge (Wnr. 372 bis 375), die als HD 42b, nunmehr mit Motoren Junkers L 5-G, im April 1931 ausgeliefert und zugelassen wurden. Auch an ihnen waren noch Änderungen notwendig, nach denen dann das Flugzeug für seine Aufgabe als gut geeignet beurteilt wurde.

## Fertigung
Weitere fünf Flugzeuge wurden 1932 für die DVS gebaut und im Oktober mit der neuen einheitlichen Bezeichnung He 42 C zugelassen. Es waren die Wnr. 419 bis 422 und 428. Die Serienfertigung begann 1933 mit 14 He 42 D (Wnr. 443 bis 456), die unter den Kennzeichen D-2543 bis D-2556 nun schon von der im geheimen Aufbau befindlichen Luftwaffe übernommen wurden. Ab 1934 folgten 189 Flugzeuge der Ausführung He 42 E, die auf die verschiedenen Schulen verteilt wurden und noch bis gegen Ende des Zweiten Weltkrieges flogen.

## Beschreibung
Die Heinkel He 42 war ein zweisitziger Zweischwimmer-Doppeldecker, dessen Rumpf aus einem geschweißten Stahlrohrgerüst mit rechteckigem Querschnitt und abgerundeter Oberseite bestand. Während der Motorbereich mit leicht abnehmbaren Leichtmetallblechen verkleidet wurde, war der Rest mit Stoff bespannt. Die Tragflächen, mit je einem N-Stiel miteinander verbunden, benötigten dank des versteifenden Schwimmergerüsts keine Verspannung. Die oberen und unteren Querruder waren durch Stoßstangen miteinander verbunden. Das Leitwerk bestand aus einem Stahlrohrgerüst und war, wie auch die Tragflächen, stoffbespannt. Die stark gekielten Schwimmer aus Holz hatten eine Stufe und waren in je sechs durch Schottwände gegeneinander abgedichtete Abteilungen aufgeteilt. 350 l des Kraftstoffvorrats befanden sich in einem Rumpfbehälter hinter dem Brandschott und weitere 75 Liter in einem Behälter im Oberflügel.

## Technische Daten

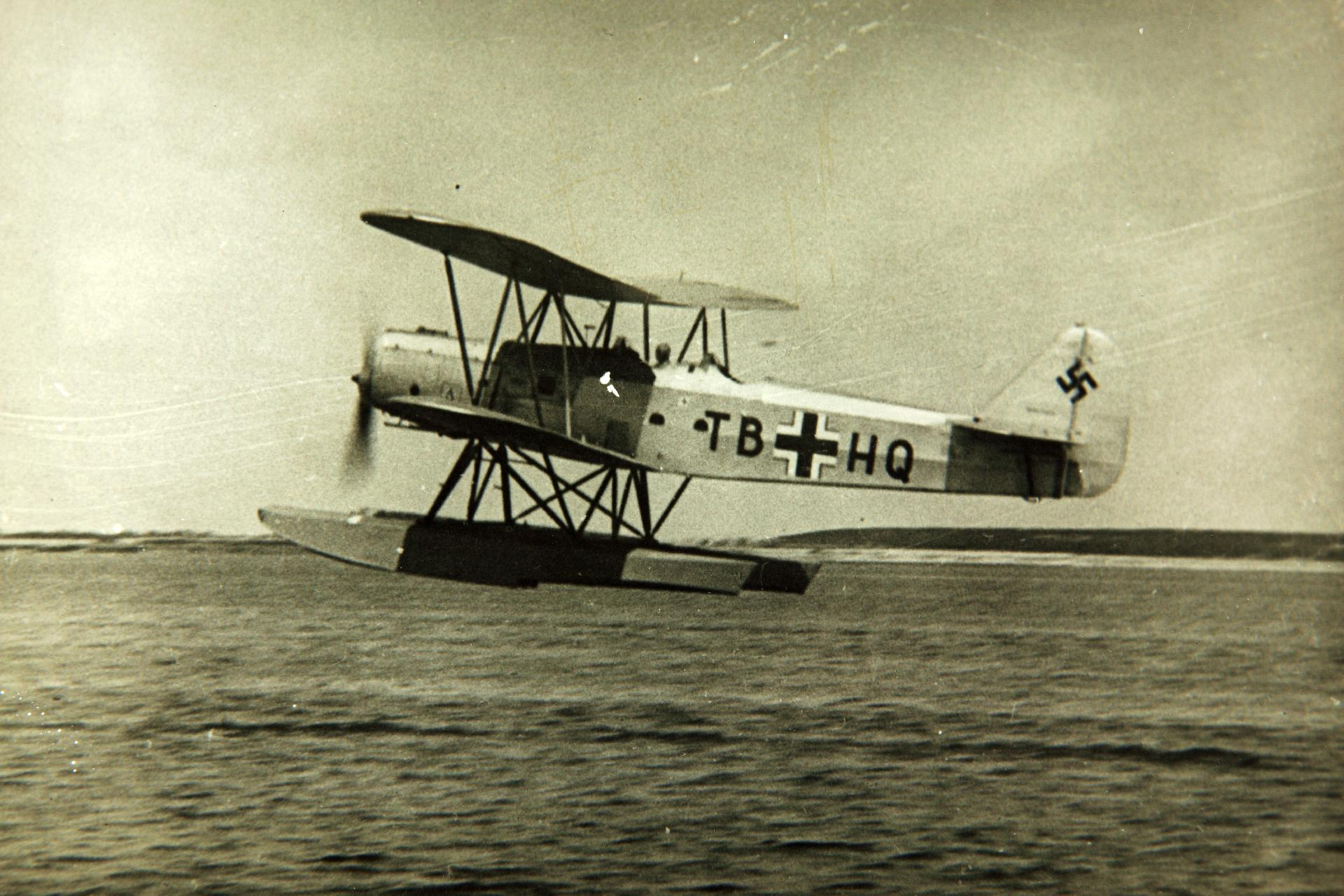
HD 42 im Flug

| Kenngröße                        | Daten der Heinkel He 42C-2                                                |
| -------------------------------- | ------------------------------------------------------------------------- |
| Besatzung                        | 2                                                                         |
| Triebwerk                        | Junkers L 5 Ga ohne Untersetzungsgetriebe,                                |
| Startleistung                    | 380 PS (279 kW) bei 1700/min in 0 m Höhe                                  |
| Nennleistung                     | 340 PS (250 kW) bei 1600/min in 1000 m Höhe                               |
| spezifischer Kraftstoffverbrauch | 240 gr/PS h                                                               |
| Luftschraube                     | Zweiblatt-Holzluftschraube mit 3,0 m Durchmesser                          |
| Spannweite                       | oben 14,0 m unten 13,0 m                                                  |
| Länge                            | 10,6 m                                                                    |
| Höhe                             | 4,3 m                                                                     |
| Flügelfläche                     | 56,0 m²                                                                   |
| Flächenbelastung                 | 43,2 kg/m²                                                                |
| Leistungsbelastung               | 6,35 kg/PS                                                                |
| Leermasse                        | 1710 kg                                                                   |
| zusätzliche Ausrüstung           | 95 kg                                                                     |
| Besatzung                        | 180 kg                                                                    |
| Kraftstoff                       | 290 kg                                                                    |
| Schmierstoff                     | 25 kg                                                                     |
| Zuladung                         | 120 kg                                                                    |
| Startmasse                       | 2420 kg                                                                   |
| Höchstgeschwindigkeit            | 200 km/h in 0 m Höhe 192 km/h in 1000 m Höhe 185 km/h in 2000 m Höhe      |
| Reisegeschwindigkeit             | 190 km/h in 0 m Höhe 185 km/h in 1000 m Höhe 175 km/h in 2000 m Höhe      |
| Landegeschwindigkeit             | 80 km/h                                                                   |
| optimale Reichweite              | 750 km bei Vmax in 2000 m Höhe 800 km Vr in 2000 m Höhe 1050 km           |
| Steigzeit                        | 5,6 min auf 1000 m Höhe 13,5 min auf 2000 m Höhe 27,2 min auf 3000 m Höhe |
| Gipfelhöhe                       | 4200 m                                                                    |
| Bewaffnung                       | 1 × MG 15 im Drehkranz oder 1 × MG 17 starr                               |